# Montfort (Doubs)
Montfort war eine Gemeinde im französischen Département Doubs in der Region Bourgogne-Franche-Comté. Montfort ist ein Ortsteil der Gemeinde Le Val.

## Geographie
Montfort liegt auf 330 m, südlich von Quingey, etwa 23 km südsüdwestlich der Stadt Besançon (Luftlinie). Das Dorf erstreckt sich im westlichen Jura, nördlich der Talmulde des Bief de Caille und östlich der Loue am Fuß des Bois du Fay.
Die Fläche des 2,80 km² großen vormaligen Gemeindegebiets umfasste einen Abschnitt des westlichen französischen Juras. Der westliche Teil des Gebietes wurde von einer plateauartigen Anhöhe am Fuß des Bois du Fay eingenommen. Diese Anhöhe senkte sich gegen Westen zum breiten Becken der Loue ab, das von den äußersten Höhenzügen des Juras umrahmt wurde. Leicht eingetieft in dieses Plateau war die Mulde des Baches Bief de Caille, entlang dem die südliche Grenze verläuft. Nach Osten erstreckte sich das Gemeindeareal über einen Steilhang auf den bewaldeten Höhenrücken des Bois du Fay, der zu einer Jurakette gehört, die sich vom Mont Poupet nordwärts bis zur Flussschleife der Loue hinzieht. Hier wurde mit 531 m die höchste Erhebung von Montfort erreicht.
Nachbargemeinden von Montfort waren Pessans und Pointvillers im Norden, Échay und Bartherans im Osten, Ronchaux und Samson im Süden sowie Brères im Westen.

## Geschichte
Erstmals urkundlich erwähnt wird Montfort im 12. Jahrhundert. Im Mittelalter bildete das Dorf den Mittelpunkt einer Herrschaft. Zusammen mit der Franche-Comté gelangte es mit dem Frieden von Nimwegen 1678 an Frankreich.
Am 1. Januar 2017 schloss sich die Gemeinde Montfort mit Pointvillers zur neuen Gemeinde Le Val zusammen.

## Sehenswürdigkeiten
Auf einer Anhöhe westlich des Dorfes befinden sich die Kirche und die Überreste des ehemaligen Herrschaftssitzes aus dem 12. Jahrhundert. Die Kirche wurde zu Beginn des 19. Jahrhunderts erbaut und besitzt einen Glockenturm von 1846. Vom ehemaligen Schloss sind nur noch wenige Reste vorhanden; an der Stelle stehen heute die Gebäude des Medizinisch-Pädagogischen Instituts. Im Ortskern sind verschiedene Bauernhäuser im charakteristischen Stil der Franche-Comté aus dem 17. bis 19. Jahrhundert erhalten.

## Bevölkerung
| Bevölkerungsentwicklung | Bevölkerungsentwicklung |
| Jahr                    | Einwohner               |
| ----------------------- | ----------------------- |
| 1962                    | 105                     |
| 1968                    | 85                      |
| 1975                    | 77                      |
| 1982                    | 92                      |
| 1990                    | 92                      |
| 1999                    | 91                      |
| 2005                    | 87                      |
| 2014                    | 95                      |

Mit zuletzt 95 Einwohnern (Stand 1. Januar 2014) gehörte Montfort zu den kleinsten Gemeinden des Départements Doubs. Nachdem die Einwohnerzahl in der ersten Hälfte des 20. Jahrhunderts insgesamt abgenommen hatte (1891 wurden noch 138 Personen gezählt), wurden seit Beginn der 1970er Jahre nur noch geringe Schwankungen verzeichnet.

## Wirtschaft und Infrastruktur
Montfort war bis weit ins 20. Jahrhundert hinein ein vorwiegend durch die Landwirtschaft (Ackerbau, Obstbau und Viehzucht) geprägtes Dorf. Daneben gibt es heute einige Betriebe des lokalen Kleingewerbes. Montfort ist Standort eines Medizinisch-Pädagogischen Instituts. Mittlerweile hat sich das Dorf auch zu einer Wohngemeinde gewandelt. Einige Erwerbstätige sind Wegpendler, die in den größeren Ortschaften der Umgebung ihrer Arbeit nachgehen.
Die Ortschaft liegt abseits der größeren Durchgangsstraßen, ist aber von der Hauptstraße N83, die von Besançon nach Lons-le-Saunier führt, leicht erreichbar. Weitere Straßenverbindungen bestehen mit Myon, Pointvillers und Ronchaux.